# اندیس سیلیس شاطری نصرت آباد
سیلیس شاطری نصرت آباد یک اندیس غیرفلزی است که در حوالی شهر زاهدان استان سیستان و بلوچستان قرار دارد و مادهٔ معدنی موجود در آن، سیلیس است.سنگ میزبان این اندیس سکانسهای فلیش دار کمی متامورف شده است و دیرینگی آن به دوران ائوسن می‌رسد.